# لوک تنها، وکیل مدافع
لوک تنها، وکیل مدافع (انگلیسی: Lonesome Luke, Lawyer) یک فیلم کمدی صامت کوتاه به کارگردانی هال روچ و بازیگری هارولد لوید است که در سال ۱۹۱۷ میلادی منتشر شد.

## بازیگران
- هارولد لوید
- اسناب پالرد
- ببه دنیلز
- باد جیمیسون
- چارلز استیونسون
- سمی بروکس
- گاس لئونارد
- سیدنی دی گری
- میرتا استرلینگ
- استل هَریسون